# Fonte Aleixo
Fonte Aleixo (Crioulo cabo-verdiano, ALUPEC: Fonti Aléxu) é uma vila do município de Santa Catarina do Fogo, em Cabo Verde.

## Vilas próximas ou limítrofes
- Estancía Roque, nordeste
- Cova Figueira, este
- Salto, oeste.
- Monte Largo, noroeste.